# Liste der ehemaligen Oberleitungsbussysteme
Die Liste der ehemaligen Oberleitungsbussysteme enthält nach Staaten geordnet alle endgültig stillgelegten Oberleitungsbus-Systeme, deren Eröffnungs- und Einstellungsdatum sowie das beziehungsweise die zuständigen Verkehrsunternehmen. Vorübergehende Einstellungen wurden nicht berücksichtigt. Wurden nach einer langen Periode ohne Oberleitungsbusverkehr neue Systeme eingeführt, sind diese in der Liste der Oberleitungsbussysteme aufgeführt.

## A

### Afghanistan
| Ort   | Eröffnung  | Einstellung | Betreibergesellschaft | Anmerkungen                 |
| ----- | ---------- | ----------- | --------------------- | --------------------------- |
| Kabul | 09.02.1979 | 1992        |                       | siehe Oberleitungsbus Kabul |

Keine bestehenden Betriebe

### Ägypten
| Ort   | Eröffnung | Einstellung | Betreibergesellschaft | Anmerkungen |
| ----- | --------- | ----------- | --------------------- | ----------- |
| Kairo | 1950      | 22.10.1981  |                       |             |

Keine bestehenden Betriebe

### Algerien
| Ort         | Eröffnung  | Einstellung | Betreibergesellschaft | Anmerkungen |
| ----------- | ---------- | ----------- | --------------------- | ----------- |
| Algier      | 01.07.1934 | 1974        |                       |             |
| Constantine | 1921       | 1963        |                       |             |
| Oran        | 17.05.1939 | 1969        |                       |             |

Keine bestehenden Betriebe

### Argentinien
| Ort                   | Eröffnung  | Einstellung | Betreibergesellschaft                   | Artikel                               | Anmerkungen     |
| --------------------- | ---------- | ----------- | --------------------------------------- | ------------------------------------- | --------------- |
| Buenos Aires          | 04.06.1948 | 30.04.1966  |                                         | Oberleitungsbus Buenos Aires          |                 |
| La Plata              | 12.1954    | 12.12.1966  |                                         |                                       |                 |
| Mar del Plata         | 1956       | 1963        |                                         | Oberleitungsbus Mar del Plata         |                 |
| Mendoza               | 16.10.1913 | 1915        |                                         |                                       | Versuchsbetrieb |
| Mendoza               | 14.02.1958 | 02.2021     | Sociedad de Transporte de Mendoza (STM) |                                       |                 |
| San Miguel de Tucumán | 23.07.1955 | 28.05.1962  |                                         | Oberleitungsbus San Miguel de Tucumán |                 |

Bestehende Betriebe: Liste der Oberleitungsbussysteme#Argentinien

### Armenien
| Ort    | Eröffnung  | Einstellung | Betreibergesellschaft | Anmerkungen |
| ------ | ---------- | ----------- | --------------------- | ----------- |
| Gjumri | 29.11.1962 | 2005        |                       |             |

Bestehende Betriebe: Liste der Oberleitungsbussysteme#Armenien

### Aserbaidschan
| Ort        | Eröffnung  | Einstellung | Betreibergesellschaft | Anmerkungen |
| ---------- | ---------- | ----------- | --------------------- | ----------- |
| Baku       | 05.12.1941 | 07.2006     | TTU Bakı              |             |
| Gəncə      | 01.05.1955 | 2004        |                       |             |
| Mingəçevir | 15.04.1989 | 04.2006     |                       |             |
| Naxçıvan   | 03.11.1986 | 04.2004     |                       |             |
| Sumqayıt   | 28.04.1961 | 01.01.2006  |                       |             |

Keine bestehenden Betriebe

### Australien
| Ort        | Eröffnung  | Einstellung | Betreibergesellschaft | Anmerkungen                |
| ---------- | ---------- | ----------- | --------------------- | -------------------------- |
| Adelaide 1 | 02.03.1932 | 11.08.1934  |                       | Versuchsbetrieb            |
| Adelaide 2 | 05.09.1937 | 12.07.1963  |                       |                            |
| Brisbane   | 12.08.1951 | 13.03.1969  |                       |                            |
| Hobart     | 29.10.1935 | 24.11.1968  |                       |                            |
| Launceston | 24.12.1951 | 26.07.1968  |                       |                            |
| Perth      | 01.10.1933 | 29.08.1969  |                       |                            |
| Sydney 1   | 22.01.1934 | 12.04.1948  |                       | Obusbetrieb in Potts Point |
| Sydney 2   | 03.07.1937 | 29.08.1959  |                       | Obusbetrieb in Kogarah     |

Keine bestehenden Betriebe

## B

### Belgien
| Ort       | Eröffnung  | Einstellung | Betreibergesellschaft                                               | Anmerkungen                |
| --------- | ---------- | ----------- | ------------------------------------------------------------------- | -------------------------- |
| Antwerpen | 07.09.1929 | 30.03.1964  |                                                                     |                            |
| Brüssel   | 18.04.1939 | 14.02.1964  |                                                                     |                            |
| Gent      | 24.03.1989 | 14.06.2009  | De Lijn                                                             | siehe Oberleitungsbus Gent |
| Lüttich   | 31.07.1930 | 09.11.1971  | Société Anonyme des Railways Economiques Liège–Seraing & Extensions |                            |

Keine bestehenden Betriebe

### Brasilien
| Ort                   | Eröffnung  | Einstellung | Betreibergesellschaft | Anmerkungen               |
| --------------------- | ---------- | ----------- | --------------------- | ------------------------- |
| Araraquara            | 27.12.1959 | 20.11.2000  |                       |                           |
| Belo Horizonte        | 30.05.1953 | 22.01.1969  |                       |                           |
| Campos dos Goytacazes | 29.06.1958 | 12.06.1967  |                       |                           |
| Fortaleza             | 25.01.1967 | 02.1972     |                       |                           |
| Niterói               | 21.11.1953 | 10.11.1967  |                       |                           |
| Porto Alegre          | 07.12.1963 | 19.05.1969  |                       |                           |
| Recife                | 15.06.1960 | 24.09.2001  |                       |                           |
| Ribeirão Preto        | 24.07.1982 | 02.07.1999  |                       |                           |
| Rio Claro             | 09.05.1986 | 07.1993     |                       |                           |
| Rio de Janeiro 1      | 03.09.1962 | 07.1968     |                       | Obusbetrieb in Zona Sul   |
| Rio de Janeiro 2      | 04.1965    | 04.1971     |                       | Obusbetrieb in Zona Norte |
| Salvador da Bahia     | 15.11.1959 | 06.1968     |                       |                           |

Bestehende Betriebe: Liste der Oberleitungsbussysteme#Brasilien

### Bulgarien
| Ort            | Eröffnung  | Einstellung | Betreibergesellschaft                     | Anmerkungen                    |
| -------------- | ---------- | ----------- | ----------------------------------------- | ------------------------------ |
| Gabrowo        | 17.04.1987 | 24.03.2013  | Obschtinski Patnitscheski Transport EOOD  |                                |
| Dobritsch      | 09.09.1987 | 30.06.2014  | Trolejbusen Transport EOOD - Dobritsch    |                                |
| Kasanlak       | 01.05.1986 | 11.01.1999  | Dinamika EOOD                             |                                |
| Pernik         | 20.09.1987 | 30.03.2015  | Trolejbusen Transport EOOD - Pernik       |                                |
| Plowdiw        | 06.01.1956 | 10.2012     | Gradski Transport - Plowdiw AD            |                                |
| Sofia          | 14.02.1941 | 09.09.1944  | Direkzija na Tramwaite i Oswetlenieto     | Seit 1. Mai 1948 neuer Betrieb |
| Weliko Tarnowo | 1991       | 31.03.2009  | Patnitscheski Prewosi AD - Weliko Tarnowo |                                |

Bestehende Betriebe: Liste der Oberleitungsbussysteme#Bulgarien

## C

### Chile
| Ort        | Eröffnung  | Einstellung | Betreibergesellschaft | Anmerkungen |
| ---------- | ---------- | ----------- | --------------------- | ----------- |
| Santiago 1 | 31.10.1947 | 18.06.1978  |                       |             |
| Santiago 2 | 24.12.1991 | 09.07.1994  |                       |             |

Bestehende Betriebe: Liste der Oberleitungsbussysteme#Chile

### China
| Ort       | Eröffnung  | Einstellung | Betreibergesellschaft                   | Anmerkungen                                                                           |
| --------- | ---------- | ----------- | --------------------------------------- | ------------------------------------------------------------------------------------- |
| Anshan    | 01.01.1975 | 25.10.1999  |                                         |                                                                                       |
| Benxi     | 01.07.1960 | 1996        |                                         |                                                                                       |
| Changchun | 01.07.1960 | 06.2002     |                                         |                                                                                       |
| Chengdu   | 01.01.1962 | 1997        |                                         |                                                                                       |
| Chongqing | 24.12.1955 | 23.05.2004  |                                         |                                                                                       |
| Fuzhou    | 28.09.1983 | 14.03.2001  |                                         |                                                                                       |
| Handan    | ?          | 2011        | Handan Iron and Steel                   | Zubringerlinie zum Kohlebergwerk                                                      |
| Harbin    | 31.12.1958 | 26.06.2008  | Harbin City Bus                         |                                                                                       |
| Jixi      | ?          | 2018        | Hengshan Coal Mine                      | Zubringerlinie zum Kohlebergwerk                                                      |
| Hongkong  | 2001       | 2004        | Citybus                                 | Versuchsbetrieb auf einer Teststrecke des Betriebshofes von Citybus in Wong Chuk Hang |
| Jilin     | 01.10.1960 | 2000        |                                         |                                                                                       |
| Lanzhou   | 01.01.1960 | 06.05.2008  |                                         |                                                                                       |
| Nanchang  | 01.07.1971 | 20.06.2009  |                                         |                                                                                       |
| Nanjing   | 01.08.1960 | 1996        |                                         |                                                                                       |
| Nanning   | 1994       | ?           | Nanning Public Transportation Company   |                                                                                       |
| Qiqihar   | 01.1959    | 2002        |                                         |                                                                                       |
| Shenyang  | 01.11.1951 | 20.06.1999  |                                         |                                                                                       |
| Tai’an    | ?          | 2018        | Yangzhuang Coal Mine                    | Zubringerlinie zum Kohlebergwerk                                                      |
| Taiyuan   | ?          | 2018        | Xishan Coal and Electricity Power       | Werksverkehr Durping                                                                  |
| Taiyuan   | ?          | 2018        | Xishan Coal and Electricity Power       | Werksverkehr Guandi                                                                   |
| Tianjin   | 01.07.1951 | 04.1997     |                                         |                                                                                       |
| Wuyang    | ?          | 2017        | Wuyang Coal Mine                        | Zubringerlinie zum Kohlebergwerk                                                      |
| Xi’an     | 01.10.1959 | 14.01.2009  | Xi’an City Transport                    |                                                                                       |
| Xingtai   | ?          | 01.2012     | Xingtai Mining Group Company Ltd.       |                                                                                       |
| Xinmi     | 1997       | 2015        | Chaohua Coal Mine                       | Zubringerlinie zum Kohlebergwerk                                                      |
| Zhengzhou | 01.05.1979 | 05.11.2009  | Zhengzhou Public Transportation Company |                                                                                       |

Bestehende Betriebe: Liste der Oberleitungsbussysteme#China

## D

### Dänemark
| Ort          | Eröffnung  | Einstellung | Betreibergesellschaft                                                        | Anmerkungen     |
| ------------ | ---------- | ----------- | ---------------------------------------------------------------------------- | --------------- |
| Kopenhagen 1 | 1902       | 1902        |                                                                              | Versuchsbetrieb |
| Kopenhagen 2 | 01.02.1927 | 17.10.1971  | Nordsjællands Elektricitets- og Sporvejs A/S (NESA)/Københavns sporveje (KS) |                 |
| Kopenhagen 3 | 02.08.1993 | 10.1998     | Københavns sporveje (KS)                                                     | EU-Teststrecke  |
| Odense       | 08.08.1939 | 19.11.1959  | Odense Bytrafik (OB)                                                         |                 |

Keine bestehenden Betriebe

### Deutschland
| Ort                    | Eröffnung  | Einstellung | Betreibergesellschaft                                             | Anmerkungen                                                           |
| ---------------------- | ---------- | ----------- | ----------------------------------------------------------------- | --------------------------------------------------------------------- |
| Aachen                 | 01.02.1944 | 03.02.1974  | Aachener Straßenbahn und Energieversorgungs-AG                    | siehe Oberleitungsbus Aachen                                          |
| Augsburg               | 28.10.1943 | 17.03.1959  | Stadtwerke Augsburg                                               | siehe Oberleitungsbus Augsburg                                        |
| Baden-Baden            | 26.06.1949 | 31.07.1971  | Straßen- und Bergbahn Baden-Baden                                 | siehe Oberleitungsbus Baden-Baden                                     |
| Bad Neuenahr-Ahrweiler | 23.05.1906 | 01.04.1917  | Elektrische gleislose Bahn Ahrweiler                              | siehe Elektrische gleislose Bahn Ahrweiler                            |
| Berlin 1               | 29.04.1882 | 13.06.1882  | Siemens & Halske                                                  | siehe Elektromote (Versuchsbetrieb)                                   |
| Berlin 2               | 05.12.1904 | 04.02.1905  | AEG / Berliner Ostbahnen                                          | siehe Gleislose Bahn Niederschöneweide–Johannisthal                   |
| Berlin 3               | 20.04.1912 | 31.07.1914  | Gemeinde Steglitz                                                 | siehe Gleislobus Steglitz                                             |
| Berlin 4               | 24.12.1933 | 18.12.1952  | Berliner Verkehrsbetriebe (West)                                  | Betrieb im Bezirk Spandau, siehe Oberleitungsbus Berlin (1933–1965)   |
| Berlin 5               | 02.05.1935 | 22.03.1965  | Berliner Verkehrsbetriebe (West)                                  | Betrieb im Bezirk Steglitz, siehe Oberleitungsbus Berlin (1933–1965)  |
| Berlin 6               | 01.08.1951 | 01.02.1973  | Berliner Verkehrsbetriebe (Ost)                                   | Betrieb in Ost-Berlin, siehe Oberleitungsbus Berlin (1951–1973)       |
| Bielefeld              | 27.05.1944 | 08.11.1968  | Stadtwerke Bielefeld                                              | siehe Oberleitungsbus Bielefeld                                       |
| Bochum                 | 18.06.1949 | 18.10.1959  | Bochum-Gelsenkirchener Straßenbahnen AG                           | siehe Oberleitungsbus Bochum                                          |
| Bonn                   | 17.02.1951 | 30.06.1971  | Stadtwerke Bonn                                                   | siehe Oberleitungsbus Bonn                                            |
| Bremen 1               | 07.08.1910 | 19.06.1916  | Bremen-Arsten Bahn                                                | siehe Bremen-Arster Bahn                                              |
| Bremen 2               | 17.09.1910 | 31.12.1911  | Parkbahn                                                          | siehe Parkbahn                                                        |
| Bremen 3               | 01.11.1949 | 05.11.1961  | Bremer Straßenbahn AG                                             | Gröpelingen bis Burg                                                  |
| Bremerhaven            | 20.12.1947 | 30.06.1958  | Verkehrsgesellschaft Bremerhaven                                  | siehe Oberleitungsbus Bremerhaven                                     |
| Darmstadt              | 01.03.1944 | 16.04.1963  | HEAG                                                              | siehe Oberleitungsbus Darmstadt                                       |
| Dortmund               | 29.05.1942 | 18.06.1967  | Dortmunder Stadtwerke                                             | siehe Oberleitungsbus Dortmund                                        |
| Dresden 1              | 24.03.1903 | 19.03.1904  | Carl Stoll (privater Unternehmer)                                 | siehe Dresdner Haide-Bahn                                             |
| Dresden 2              | 05.11.1947 | 28.11.1975  | Dresdner Verkehrsbetriebe                                         | siehe Oberleitungsbus Dresden                                         |
| Eberswalde 1           | 22.03.1901 | 06.1901     | Gleislose Bahn Eberswalde                                         | seit 3. November 1940 neuer Betrieb, siehe Oberleitungsbus Eberswalde |
| Erfurt                 | 26.02.1948 | 07.11.1975  | Erfurter Verkehrsbetriebe                                         | siehe Oberleitungsbus Erfurt                                          |
| Essen 1                | 08.05.1949 | 23.11.1959  | Essener Verkehrs-AG                                               | siehe Oberleitungsbus Essen                                           |
| Essen 2                | 28.05.1983 | 24.09.1995  | Essener Verkehrs-AG                                               | siehe Duo-Bus Essen                                                   |
| Flensburg              | 09.10.1943 | 14.09.1957  | Stadtwerke Flensburg                                              | siehe Oberleitungsbus Flensburg                                       |
| Frankfurt am Main      | 06.01.1944 | 17.10.1959  | Städtische Straßenbahn Frankfurt am Main                          | siehe Oberleitungsbus Frankfurt am Main                               |
| Gera                   | 02.11.1939 | 14.09.1977  | Geraer Verkehrsbetrieb                                            | siehe Oberleitungsbus Gera                                            |
| Gießen                 | 18.06.1941 | 23.12.1968  | Stadtwerke Gießen                                                 | siehe Oberleitungsbus Gießen                                          |
| Greiz                  | 21.09.1945 | 11.07.1969  | Städtischer Kraftomnibusverkehr Greiz                             | siehe Oberleitungsbus Greiz                                           |
| Gummersbach            | 25.11.1948 | 30.09.1962  | Oberbergische Verkehrsgesellschaft                                | siehe Oberleitungsbus Gummersbach                                     |
| Hamburg 1              | 12.08.1911 | 01.08.1914  | ?                                                                 | siehe Gleislose Bahn Blankenese–Marienhöhe                            |
| Hamburg 2              | 27.04.1949 | 18.01.1958  | Hamburger Hochbahn                                                |                                                                       |
| Hannover               | 06.06.1937 | 10.05.1958  | Überlandwerke und Straßenbahnen Hannover                          | siehe Oberleitungsbus Hannover                                        |
| Heilbronn 1            | 16.01.1911 | 31.10.1916  | Gleislose Bahn Heilbronn–Böckingen                                | siehe Gleislose Bahn Heilbronn–Böckingen                              |
| Heilbronn 2            | 20.09.1951 | 30.12.1960  | Stadtwerke Heilbronn                                              | siehe Oberleitungsbus Heilbronn                                       |
| Hildesheim             | 07.08.1943 | 30.05.1969  | Stadtwerke Hildesheim                                             | siehe Oberleitungsbus Hildesheim                                      |
| Hoyerswerda            | 06.10.1989 | 30.12.1994  | Verkehrsgesellschaft Spree-Elster                                 | siehe Oberleitungsbus Hoyerswerda                                     |
| Idar-Oberstein         | 22.02.1932 | 11.05.1969  | Oberstein-Idarer Elektrizitäts-AG                                 | siehe Oberleitungsbus Idar-Oberstein                                  |
| Kaiserslautern         | 29.10.1949 | 30.11.1985  | Stadtwerke Kaiserslautern                                         | siehe Oberleitungsbus Kaiserslautern                                  |
| Kassel                 | 12.07.1944 | 28.05.1962  | Kasseler Verkehrs-Gesellschaft                                    | siehe Oberleitungsbus Kassel                                          |
| Kiel                   | 28.05.1944 | 15.04.1964  | Kieler Verkehrsaktiengesellschaft                                 | siehe Oberleitungsbus Kiel                                            |
| Koblenz                | 17.07.1941 | 30.10.1970  | Koblenzer Elektrizitätswerk und Verkehrs-AG                       | siehe Oberleitungsbus Koblenz                                         |
| Köln                   | 06.11.1950 | 16.03.1959  | Kölner Verkehrs-Betriebe                                          | siehe Oberleitungsbus Köln                                            |
| Königstein             | 10.07.1901 | 09.1904     | Bielatal-Motorbahn Königstein                                     | auch Güterverkehr, siehe Bielatalbahn                                 |
| Krefeld                | 03.12.1949 | 29.05.1964  | Krefelder Verkehrs-AG                                             | siehe Oberleitungsbus Krefeld                                         |
| Landshut               | 27.11.1948 | 01.07.1966  | Stadtwerke Landshut                                               | siehe Oberleitungsbus Landshut                                        |
| Leipzig 1              | 06.06.1912 | 21.07.1912  |                                                                   | Demonstrationsbetrieb auf der Elektrotechnischen Ausstellung          |
| Leipzig 2              | 28.07.1938 | 31.05.1975  | Leipziger Verkehrsbetriebe                                        | siehe Oberleitungsbus Leipzig                                         |
| Lennestadt             | 29.05.1904 | 01.10.1916  | Elektrischer Kraftwagenbetrieb für das Veischedetal               | bis 1907 auch Güterverkehr, siehe Veischedetalbahn                    |
| Ludwigsburg            | 21.12.1910 | 04.1926     | Ludwigsburger Oberleitungs-Bahnen GmbH                            | siehe Ludwigsburger Oberleitungs-Bahnen                               |
| Magdeburg              | 01.07.1951 | 31.10.1970  | Magdeburger Verkehrsbetriebe                                      |                                                                       |
| Mainz                  | 19.05.1946 | 12.02.1967  | Stadtwerke Mainz                                                  |                                                                       |
| Mannheim               | 1930       | 1931        |                                                                   | 600 Meter lange Versuchsstrecke auf dem Gelände der BBC in Käfertal   |
| Marburg                | 19.05.1951 | 05.10.1968  | Stadtwerke Marburg                                                | siehe Oberleitungsbus Marburg                                         |
| Mettmann               | 26.08.1930 | 31.12.1954  | Rheinische Bahngesellschaft                                       | siehe Oberleitungsbus Mettmann–Gruiten                                |
| Minden                 | 19.12.1953 | 20.07.1965  | Elektrizitätswerk Minden-Ravensberg                               | siehe Oberleitungsbus Minden                                          |
| Moers                  | 27.10.1950 | 28.09.1968  | Niederrheinische Verkehrsbetriebe Duisburger Verkehrsgesellschaft | siehe Oberleitungsbus Moers                                           |
| Monheim am Rhein       | 31.05.1904 | 05.11.1908  | ?                                                                 | auch Güterverkehr, siehe Gleislose Bahn Monheim–Langenfeld            |
| München                | 28.04.1948 | 28.04.1966  | Stadtwerke München                                                | siehe Oberleitungsbus München                                         |
| Münster                | 01.10.1949 | 26.05.1968  | Stadtwerke Münster                                                | siehe Oberleitungsbus Münster                                         |
| Neunkirchen (Saar)     | 01.08.1953 | 31.03.1964  | Neunkircher Straßenbahn                                           | siehe Oberleitungsbus Neunkirchen                                     |
| Neuss                  | 28.08.1948 | 31.12.1959  | Stadtwerke Neuss                                                  | siehe Oberleitungsbus Neuss                                           |
| Neuwied                | 01.10.1949 | 28.02.1963  | Kraftversorgung Rhein-Wied AG                                     | siehe Oberleitungsbus Neuwied                                         |
| Nürnberg 1             | 25.01.1931 | 1931        | Städtische Werke Nürnberg                                         | Versuchsbetrieb                                                       |
| Nürnberg 2             | 03.1935    | 1935        | Städtische Werke Nürnberg                                         | Versuchsbetrieb                                                       |
| Nürnberg 3             | 15.11.1948 | 12.12.1962  | Städtische Werke Nürnberg                                         | siehe Oberleitungsbus Nürnberg                                        |
| Offenbach am Main      | 16.07.1951 | 26.09.1972  | Stadtwerke Offenbach am Main                                      | siehe Oberleitungsbus Offenbach am Main                               |
| Oldenburg              | 26.09.1936 | 26.10.1957  | Oldenburger Vorortbahnen Pekol                                    | siehe Oberleitungsbus Oldenburg                                       |
| Osnabrück              | 02.12.1949 | 10.06.1968  | Stadtwerke Osnabrück                                              | siehe Oberleitungsbus Osnabrück                                       |
| Pforzheim              | 29.09.1951 | 01.10.1969  | Stadtwerke Pforzheim                                              | siehe Oberleitungsbus Pforzheim                                       |
| Pirmasens              | 25.11.1941 | 12.10.1967  | Stadtwerke Pirmasens                                              | siehe Oberleitungsbus Pirmasens                                       |
| Potsdam                | 01.10.1949 | 02.02.1995  | Verkehrsbetrieb Potsdam                                           | siehe Oberleitungsbus Potsdam                                         |
| Rastatt                | 1979       | ?           | Daimler-Benz                                                      | siehe O-Bahn-Versuchsanlage Rastatt                                   |
| Regensburg             | 18.03.1953 | 17.05.1963  | Stadtwerke Regensburg                                             | siehe Oberleitungsbus Regensburg                                      |
| Rheydt                 | 18.05.1952 | 16.06.1973  | Stadtwerke Rheydt                                                 | siehe Oberleitungsbus Rheydt                                          |
| Saarbrücken            | 12.11.1948 | 11.05.1964  | Gesellschaft für Straßenbahnen im Saartal                         | siehe Oberleitungsbus Saarbrücken                                     |
| Siegen                 | 16.10.1941 | 05.01.1969  | Siegener Kreisbahn                                                | siehe Oberleitungsbus Siegen                                          |
| Suhl                   | -          | -           |                                                                   | siehe Oberleitungsbus Suhl (Bau abgebrochen)                          |
| Trier                  | 20.01.1940 | 27.05.1970  | Stadtwerke Trier                                                  | siehe Oberleitungsbus Trier                                           |
| Ulm                    | 14.05.1947 | 23.10.1963  | Stadtwerke Ulm                                                    | siehe Oberleitungsbus Ulm                                             |
| Völklingen             | 12.11.1950 | 04.06.1967  | Stadtwerke Völklingen                                             | siehe Oberleitungsbus Völklingen                                      |
| Weimar                 | 02.02.1948 | 03.04.1993  | Verkehrsbetrieb Weimar                                            | siehe Oberleitungsbus Weimar                                          |
| Wiesbaden              | 23.12.1948 | 17.11.1961  | Stadtwerke Wiesbaden                                              | siehe Oberleitungsbus Wiesbaden                                       |
| Wilhelmshaven 1        | 01.10.1943 | 30.10.1960  | Stadtwerke-Verkehrsgesellschaft Wilhelmshaven                     | siehe Oberleitungsbus Wilhelmshaven                                   |
| Wilhelmshaven 2        | 08.12.1944 | 30.09.1954  | Oldenburger Vorortbahnen Pekol                                    | siehe Oberleitungsbus Wilhelmshaven–Jever                             |
| Wuppertal              | 01.10.1949 | 27.05.1972  | Wuppertaler Stadtwerke                                            | siehe Oberleitungsbus Wuppertal                                       |
| Zwickau                | 01.12.1938 | 30.08.1977  | Städtische Verkehrsbetriebe Zwickau                               | siehe Oberleitungsbus Zwickau                                         |

Bestehende Betriebe: Liste der Oberleitungsbussysteme#Deutschland

## F

### Finnland
| Ort        | Eröffnung  | Einstellung | Betreibergesellschaft | Anmerkungen |
| ---------- | ---------- | ----------- | --------------------- | ----------- |
| Helsinki 1 | 05.02.1949 | 14.06.1974  |                       |             |
| Helsinki 2 | 17.04.1979 | 30.10.1985  |                       |             |
| Tampere    | 08.12.1948 | 15.05.1976  |                       |             |

Keine bestehenden Betriebe

### Frankreich
| Ort           | Eröffnung  | Einstellung | Betreibergesellschaft | Anmerkungen                                                                                |
| ------------- | ---------- | ----------- | --------------------- | ------------------------------------------------------------------------------------------ |
| Amiens        | 1946       | 02.1963     |                       |                                                                                            |
| Belfort       | 04.07.1952 | 01.08.1972  |                       |                                                                                            |
| Béthune       | 1898       | 1904        |                       | Überlandbetrieb Béthune–Pont-à-Vendin mit Personen- und Güterverkehr                       |
| Bordeaux      | 05.1940    | 1954        |                       |                                                                                            |
| Brest         | 29.07.1947 | 1970        |                       |                                                                                            |
| Chambéry      | 6.10.1930  | 06.1940     |                       | Überlandbetrieb Chambéry–Chignin                                                           |
| Dijon 1       | 1895       | 1895        |                       | Versuchsbetrieb mit Personen- und Güterverkehr                                             |
| Dijon 2       | 07.01.1950 | 30.03.1966  |                       |                                                                                            |
| Fontainebleau | 15.07.1901 | 1913        |                       | Überlandbetrieb Fontainebleau–Samois-sur-Seine                                             |
| Forbach       | 19.05.1951 | 01.11.1969  |                       |                                                                                            |
| Grenoble      | 29.07.1947 | 24.06.1999  |                       | Die Oberleitungen sind im Bereich der Haltestelle Maupertuis in Meylan noch heute erhalten |
| Le Havre      | 01.08.1947 | 28.12.1970  |                       |                                                                                            |
| Le Mans       | 13.11.1947 | 1969        |                       |                                                                                            |
| Lille         | 1910       | 1965        |                       | Überlandbetrieb nach Deûlémont und Leers mit Personen- und Güterverkehr                    |
| Lyon          | 1901       | 10.09.1907  |                       | Überlandbetrieb Lyon–Charbonnières-les-Bains, seit 4. September 1935 neuer Betrieb         |
| Marseille 1   | 13.06.1903 | 01.09.1905  |                       | Überlandbetrieb Allauch–La Rose                                                            |
| Marseille 2   | 19.09.1927 | 20.07.1958  |                       | Obusbetrieb Aubagne-Cuges-les-Pins                                                         |
| Marseille 3   | 06.04.1942 | 25.06.2004  |                       |                                                                                            |
| Marseille 4   | 28.09.1948 | 01.01.1965  |                       | Überlandbetrieb nach Aix-en-Provence                                                       |
| Metz          | 14.09.1947 | 30.04.1966  |                       |                                                                                            |
| Modane        | 20.08.1923 | 06.1940     |                       | Überlandbetrieb Modane–Lanslebourg                                                         |
| Montauban     | 01.1903    | 1904        |                       |                                                                                            |
| Moûtiers      | 15.04.1930 | 03.1965     |                       | Überlandbetrieb Moûtiers–Villard-du-Planay                                                 |
| Mülhausen 1   | 07.1907    | 14.07.1918  |                       | siehe Stadtbahn Mülhausen                                                                  |
| Mülhausen 2   | 05.07.1946 | 1968        |                       |                                                                                            |
| Nizza         | 30.04.1942 | 12.09.1970  |                       |                                                                                            |
| Nîmes         | 10.07.1924 | 31.12.1927  |                       | Überlandbetrieb nach Pont-du-Gard und Comps mit Personen- und Güterverkehr                 |
| Paris 1       | 15.04.1900 | 12.11.1900  |                       | Versuchsbetrieb in Saint-Mandé                                                             |
| Paris 2       | 1912       | 1914        |                       | Versuchsbetrieb in Saint-Mandé                                                             |
| Paris 3       | 07.04.1925 | 08.07.1935  |                       | Obusbetrieb in Vitry-sur-Seine                                                             |
| Paris 4       | 08.01.1943 | 31.03.1962  |                       | Obusbetrieb Paris–Bezons/Argenteuil                                                        |
| Paris 5       | 16.01.1950 | 31.03.1966  |                       | Obusbetrieb Paris–Choisy-le-Roi/Thiais                                                     |
| Perpignan     | 21.09.1952 | 06.1968     |                       |                                                                                            |
| Poitiers      | 09.08.1943 | 03.03.1965  |                       |                                                                                            |
| Rouen         | 22.01.1933 | 26.06.1970  |                       |                                                                                            |
| Saint-Malo 1  | 1906       | 05.06.1907  |                       |                                                                                            |
| Saint-Malo 2  | 10.07.1948 | 30.09.1959  |                       |                                                                                            |
| Straßburg     | 27.05.1939 | 31.03.1962  |                       |                                                                                            |
| Toulon        | 17.05.1949 | 19.02.1973  |                       |                                                                                            |
| Tours         | 05.10.1947 | 29.06.1968  |                       |                                                                                            |

Bestehende Betriebe: Liste der Oberleitungsbussysteme#Frankreich

## G

### Georgien
| Ort                      | Länge km | Eröffnung  | Einstellung | Betreibergesellschaft | Artikel                          | Anmerkungen                                                     |
| ------------------------ | -------- | ---------- | ----------- | --------------------- | -------------------------------- | --------------------------------------------------------------- |
| Batumi                   | 41       | 06.11.1978 | 2005        |                       |                                  | Einschließlich Überlandlinien nach Machinjauri und Khelvachauri |
| Gori                     | 43       | 30.04.1972 | 24.03.2010  |                       | siehe Oberleitungsbus Gori       | Einschließlich Überlandlinien nach Tiniskhidi und Ortasheni     |
| Kutaissi                 | 88       | 11.09.1949 | 25.07.2009  |                       |                                  | Dienst eingestellt zwischen Januar 1997 und November 1997       |
| Osurgeti                 | 32       | 27.11.1980 | 06.2006     |                       |                                  | Einschließlich Überlandlinie nach Dvabsu                        |
| Poti                     | 18       | 20.01.1980 | 12.2004     |                       | siehe Oberleitungsbus Poti       | Einschließlich Überlandlinie nach Maltakva                      |
| Rustawi                  | 48,1     | 16.02.1971 | 24.09.2009  |                       | siehe Oberleitungsbus Rustawi    | Dienst eingestellt in 2000                                      |
| Samtredia                | 22,5     | 28.08.1982 | 2003        |                       |                                  | Einschließlich Überlandlinie nach Kulaschi                      |
| Sugdidi                  | 22,5     | 24.02.1986 | 07.2009     |                       |                                  | Dienst eingestellt zwischen 1992 und 1995                       |
| Tbilissi                 | 215      | 21.04.1937 | 04.12.2006  |                       | siehe Oberleitungsbus Tbilissi   |                                                                 |
| Tschiatura / Satschchere | 29       | 07.11.1967 | 06.2008     |                       | siehe Oberleitungsbus Tschiatura | Überlandlinie zwischen Tschiatura und Satschchere               |
| Zchinwali                | 7,6      | 25.06.1982 | 11.12.1990  |                       |                                  | im Bürgerkrieg zerstört                                         |

Bestehende Betriebe: Liste der Oberleitungsbussysteme#Georgien

### Großbritannien
| Ort                 | Eröffnung  | Einstellung | Betreibergesellschaft                                                                | Anmerkungen                 |
| ------------------- | ---------- | ----------- | ------------------------------------------------------------------------------------ | --------------------------- |
| Aberdare            | 14.01.1914 | 01.07.1925  |                                                                                      |                             |
| Ashton-under-Lyne   | 26.08.1925 | 30.12.1966  |                                                                                      |                             |
| Atherton            | 03.08.1930 | 31.08.1958  | South Lancashire Transport Company                                                   |                             |
| Belfast             | 28.03.1938 | 12.05.1968  |                                                                                      |                             |
| Birmingham          | 27.11.1922 | 30.06.1951  |                                                                                      |                             |
| Blackpool           | 1983       | 1983        |                                                                                      | Versuchsbetrieb             |
| Bournemouth         | 13.05.1933 | 20.04.1969  |                                                                                      |                             |
| Bradford            | 20.06.1911 | 26.03.1972  |                                                                                      |                             |
| Brighton 1          | 23.12.1913 | 16.09.1914  | Brighton Corporation Transport (BCT)                                                 |                             |
| Brighton 2          | 01.05.1939 | 30.06.1961  | Brighton Corporation Transport (BCT)/Brighton, Hove & District Omnibus Company (BHC) |                             |
| Cardiff             | 01.03.1942 | 11.01.1970  |                                                                                      |                             |
| Chesterfield        | 23.05.1927 | 24.03.1938  |                                                                                      |                             |
| Cleethorpes         | 18.07.1937 | 04.06.1960  |                                                                                      |                             |
| Darlington          | 17.01.1926 | 31.07.1957  |                                                                                      |                             |
| Derby               | 09.01.1932 | 09.09.1967  |                                                                                      |                             |
| Doncaster 1         | 22.08.1928 | 14.12.1963  |                                                                                      |                             |
| Doncaster 2         | 1985       | 1986        |                                                                                      | Versuchsbetrieb             |
| Dundee              | 05.09.1912 | 13.05.1914  |                                                                                      |                             |
| Glasgow             | 03.04.1949 | 27.05.1967  |                                                                                      |                             |
| Grimsby             | 03.10.1926 | 04.06.1960  |                                                                                      |                             |
| Halifax             | 20.07.1921 | 24.10.1926  |                                                                                      |                             |
| Hartlepool          | 28.02.1924 | 02.04.1953  |                                                                                      |                             |
| Hastings            | 01.04.1928 | 31.05.1959  |                                                                                      |                             |
| Huddersfield        | 04.12.1933 | 13.07.1968  |                                                                                      |                             |
| Ipswich             | 02.09.1923 | 23.08.1963  |                                                                                      |                             |
| Keighley            | 03.05.1913 | 31.08.1932  |                                                                                      |                             |
| Kingston upon Hull  | 23.07.1937 | 31.10.1964  |                                                                                      |                             |
| Leeds               | 20.06.1911 | 26.07.1928  |                                                                                      | siehe Oberleitungsbus Leeds |
| Llanelli            | 26.12.1932 | 08.11.1952  |                                                                                      |                             |
| London 1            | 25.09.1909 | 1909        |                                                                                      | Versuchsbetrieb             |
| London 2            | 09.1912    | 1912        |                                                                                      | Versuchsbetrieb             |
| London 3            | 16.05.1931 | 08.05.1962  |                                                                                      |                             |
| Maidstone           | 01.05.1928 | 15.04.1967  | Maidstone Corporation Transport                                                      |                             |
| Manchester          | 01.03.1938 | 30.12.1966  |                                                                                      |                             |
| Mexborough          | 31.08.1915 | 26.03.1961  | Mexborough & Swinton Traction Company                                                |                             |
| Middlesbrough       | 08.11.1919 | 04.04.1971  | Tees-side Railless Traction Board                                                    |                             |
| Newcastle upon Tyne | 01.10.1935 | 01.10.1966  |                                                                                      |                             |
| Nottingham          | 10.04.1927 | 30.06.1966  | Notts & Derby Traction Company                                                       |                             |
| Oldham              | 26.08.1925 | 05.09.1926  |                                                                                      |                             |
| Pontypridd          | 18.09.1930 | 31.01.1957  |                                                                                      |                             |
| Portsmouth          | 04.08.1934 | 27.07.1963  |                                                                                      |                             |
| Ramsbottom          | 14.08.1913 | 31.03.1931  |                                                                                      |                             |
| Reading             | 18.07.1936 | 03.11.1968  |                                                                                      |                             |
| Rhondda             | 22.12.1914 | 01.03.1915  |                                                                                      |                             |
| Rotherham           | 03.10.1912 | 02.10.1965  |                                                                                      |                             |
| Saint Helens        | 11.07.1927 | 01.07.1958  |                                                                                      |                             |
| Southend-on-Sea     | 16.10.1925 | 28.10.1954  |                                                                                      |                             |
| South Shields       | 12.10.1936 | 29.04.1964  |                                                                                      |                             |
| Stockport           | 10.03.1913 | 11.09.1920  |                                                                                      |                             |
| Walsall             | 22.07.1931 | 03.10.1970  |                                                                                      |                             |
| Wigan               | 07.05.1925 | 30.09.1931  |                                                                                      |                             |
| Wolverhampton       | 29.10.1923 | 05.03.1967  |                                                                                      |                             |
| York                | 22.12.1920 | 05.01.1935  |                                                                                      |                             |

Keine bestehenden Betriebe

## I

### Indien
| Ort      | Eröffnung  | Einstellung | Betreibergesellschaft | Anmerkungen |
| -------- | ---------- | ----------- | --------------------- | ----------- |
| Delhi    | 1935       | 1962        |                       |             |
| Kalkutta | 01.01.1977 | 1982        |                       |             |
| Mumbai   | 11.06.1962 | 24.03.1971  |                       |             |

Keine bestehenden Betriebe

### Italien
| Ort                 | Eröffnung  | Einstellung | Betreibergesellschaft                            | Anmerkungen |
| ------------------- | ---------- | ----------- | ------------------------------------------------ | --- |
| Alba                | 26.09.1910 | 12.07.1919  |                                                  | Überlandbetrieb Alba–Barolo                                                                                                |
| Alessandria         | 1.02.1952  | 07.1974     |                                                  | |
| Ancona              | 15.03.1949 | 14.06.1972  | FPAF                                             | Überlandbetrieb Ancona–Collemarino–Falconara, bei Erdbeben 1972 zerstört                                                   |
| Anzio               | 17.06.1939 | 22.01.1944  |                                                  | Überlandbetrieb Anzio–Nettuno                                                                                              |
| Argegno             | 01.07.1909 | 21.11.1922  |                                                  | Überlandbetrieb Argegno–Lanzo d’Intelvi                                                                                    |
| Asiago              | 1916       | 1919        |                                                  | Überlandbetrieb Asiago–Marostica                                                                                           |
| Avellino            | 16.09.1947 | 01.11.1973  |                                                  | Überlandbetrieb Atripalda–Avellino–Mercogliano                                                                             |
| Bari 1              | 1939       | 16.12.1987  |                                                  | Zwischen 1974 und 20. November 1978 unterbrochen                                                                           |
| Bergamo 1           | 12.1921    | 09.03.1922  |                                                  | |
| Bergamo 2           | 1949       | 1978        |                                                  | Einschließlich Überlandbetrieb nach Seriate                                                                                |
| Bologna 1           | 10.1940    | 1945        |                                                  | |
| Bologna 2           | 16.09.1955 | 1983        |                                                  | Seit 1991 neuer Betrieb Oberleitungsbus Bologna                                                                            |
| Brescia             | 1936       | 1968        |                                                  | |
| Capua               | 1961       | 26.10.1972  |                                                  | Überlandbetrieb Capua–Maddaloni                                                                                            |
| Carrara             | 05.06.1955 | 26.12.1985  |                                                  | |
| Caserta             | 1961       | 26.10.1972  |                                                  | |
| Catania             | 04.10.1949 | 27.04.1966  |                                                  | |
| Châtillon           | 1920       | 1925        |                                                  | Überlandbetrieb Châtillon–Saint-Vincent                                                                                    |
| Civitanova Marche   | 25.03.1956 | 1974        |                                                  | |
| Como                | 18.08.1938 | 07.06.1978  |                                                  | Einschließlich Überlandbetrieb nach Cantù und Ponte Chiasso (Gemeinde Como)                                                |
| Cremona             | 1940       | 31.05.2002  |                                                  | |
| Cuneo               | 01.08.1908 | 31.12.1957  |                                                  | Überlandbetrieb Cuneo–Peveragno                                                                                            |
| Desenzano del Garda | 31.03.1926 | 30.09.1932  |                                                  | Überlandbetrieb Desenzano del Garda–Rivoltella (heute Gemeinde Desenzano del Garda)                                        |
| Edolo               | 1915       | 1918        |                                                  | Militärbetrieb Edolo–Ponte di Legno                                                                                        |
| Enego               | 1915       | 1918        |                                                  | Militärbetrieb Enego–Primolano (heute Gemeinde Valbrenta)                                                                  |
| Ferrara             | 28.10.1938 | 25.02.1975  |                                                  | |
| Florenz             | 11.11.1937 | 01.07.1973  |                                                  | Einschließlich Überlandbetrieb Florenz–Fiesole                                                                             |
| Gallarate           | 1904       | 1906        |                                                  | Überlandbetrieb Gallarate–Samarate                                                                                         |
| Genua               | 13.04.1938 | 11.06.1973  |                                                  | Seit 1. Juli 1997 neuer Betrieb                                                                                            |
| Ivrea               | 30.03.1908 | 31.12.1935  |                                                  | Überlandbetrieb Ivrea–Cuorgnè                                                                                              |
| L’Aquila            | 19.05.1909 | 31.03.1924  |                                                  | |
| La Spezia           | 12.02.1906 | 11.1909     |                                                  | Überlandbetrieb La Spezia–Porto Venere, seit 27. Januar 1951 neuer Betrieb                                                 |
| Livorno             | 28.10.1934 | 22.10.1973  |                                                  | |
| Mailand             | 1906       | 1906        |                                                  | Versuchsbetrieb zur Mailänder Weltausstellung vom 28. April bis zum 11. November 1906, seit 28. Oktober 1933 neuer Betrieb |
| Padua               | 21.04.1937 | 1970        |                                                  | |
| Palermo             | 28.10.1939 | 01.07.1966  |                                                  | |
| Pavia               | 03.02.1952 | 1968        |                                                  | |
| Perugia             | 28.10.1943 | 1975        |                                                  | |
| Pescara             | 1903       | 1904        |                                                  | Überlandbetrieb Pescara–Castellammare Adriatico (heute Gemeinde Pescara)                                                   |
| Pisa                | 20.01.1952 | 29.02.1968  |                                                  | |
| Porto San Giorgio   | 06.02.1958 | 31.12.1977  |                                                  | Überlandbetrieb Porto San Giorgio–Fermo                                                                                    |
| Rom                 | 08.01.1937 | 02.07.1972  |                                                  | Seit 23. März 2005 neuer Betrieb                                                                                           |
| Salerno             | 07.08.1937 | 1987        |                                                  | |
| Sanremo             | 21.04.1942 | 08.2021     |                                                  | Siehe Oberleitungsbus Sanremo                                                                                              |
| Siena               | 24.03.1907 | 21.10.1917  |                                                  | |
| Tirano 1            | 1915       | 1916        |                                                  | Militärbetrieb Tirano–Bormio                                                                                               |
| Tirano 2            | 1941       | 1950        |                                                  | Überlandbetrieb Tirano–Bormio (nur Güterverkehr)                                                                           |
| Turin 1             | 1902       | 1902        | Azienda Torinese Mobilità (ATM)                  | Versuchsbetrieb |
| Turin 2             | 1931       | 07.07.1980  | Azienda Torinese Mobilità (ATM)                  | Einschließlich Überlandbetrieb nach Chieri und Rivoli                                                                      |
| Trapani             | 1952       | 1967        |                                                  | |
| Triest              | 30.03.1935 | 19.04.1975  |                                                  | Einschließlich Überlandbetrieb nach Muggia                                                                                 |
| Venedig 1           | 25.04.1933 | 1967        |                                                  | Überlandbetrieb Venedig-Mestre–Treviso                                                                                     |
| Venedig 2           | 29.06.1941 | 1968        |                                                  | Obusbetrieb in Lido |
| Verona 1            | 1937       | 06.1975     |                                                  | |
| Verona 2            | 15.08.1958 | 06.1981     | Azienda Mobilità e Trasporti SPA di Verona (AMT) | Überlandbetrieb nach Domegliara (heute Gemeinde Sant’Ambrogio di Valpolicella), Grezzana, San Bonifacio und Tregnago       |
| Vicenza             | 22.10.1928 | 12.06.1970  | Azienda Provinciale Trasporti Verona (APT)       | |

Bestehende Betriebe: Liste der Oberleitungsbussysteme#Italien

## J

### Japan
| Ort                | Eröffnung  | Einstellung | Betreibergesellschaft | Anmerkungen                                                  |
| ------------------ | ---------- | ----------- | --------------------- | ------------------------------------------------------------ |
| Hibarigaoka        | 01.08.1928 | 31.03.1932  |                       |                                                              |
| Kawasaki           | 01.03.1951 | 30.04.1967  |                       |                                                              |
| Kyōto              | 01.04.1932 | 30.09.1969  |                       |                                                              |
| Murodō–Daikanbō    | 23.04.1996 | 30.11.2024  | Tateyama Kurobe Kankō | siehe Oberleitungsbusstrecke Murodō–Daikanbō                 |
| Nagoya             | 10.05.1943 | 15.01.1951  |                       |                                                              |
| Ogizawa–Kurobedamu | 01.08.1964 | 30.11.2018  |                       | siehe Oberleitungsbusstrecke Ogizawa–Kurobedamu              |
| Osaka 1            | 01.08.1928 | 1930        |                       | Überlandbetrieb Osaka–Hanayashiki (heute Gemeinde Kawanishi) |
| Osaka 2            | 01.09.1953 | 14.06.1970  |                       |                                                              |
| Tokio 1            | 04.1912    | 04.1912     |                       | Versuchsbetrieb                                              |
| Tokio 2            | 20.05.1952 | 29.09.1968  |                       |                                                              |
| Yokohama           | 16.07.1959 | 31.03.1972  |                       |                                                              |

Bestehende Betriebe: Liste der Oberleitungsbussysteme#Japan

## K

### Kanada
| Ort         | Eröffnung  | Einstellung | Betreibergesellschaft | Anmerkungen                                         |
| ----------- | ---------- | ----------- | --- | --------------------------------------------------- |
| Calgary     | 01.06.1947 | 08.03.1975  | Calgary Transit System (CTS)/Calgary Transit (CT)                                                                                           |                                                     |
| Cornwall    | 08.06.1949 | 31.05.1970  | Cornwall Street Railway Light and Power Company                                                                                             |                                                     |
| Edmonton    | 24.09.1939 | 02.05.2009  | Edmonton Radial Railway/Edmonton Transportation System (ETS)/Edmonton Transit System (ETS)                                                  |                                                     |
| Halifax     | 27.03.1949 | 31.12.1969  | Nova Scotia Power and Light |                                                     |
| Hamilton    | 10.12.1950 | 31.12.1992  | Hamilton Street Railway (HSR) |                                                     |
| Kitchener   | 01.01.1947 | 26.03.1973  | Kitchener and Waterloo Street Railway/Kitchener Public Utilities Commission                                                                 |                                                     |
| Montreal    | 29.03.1937 | 18.06.1966  | Montreal Tramways Company/Montreal Transit Commission                                                                                       |                                                     |
| Ottawa      | 15.12.1951 | 27.06.1959  | Ottawa Transportation Commission |                                                     |
| Regina      | 04.09.1947 | 28.02.1966  | Regina Municipal Railway (RMR)/Regina Transit System (RTS)                                                                                  |                                                     |
| Saskatoon   | 22.11.1948 | 13.05.1974  | Saskatoon Municipal Railway (SMR)/Saskatoon Transit System (STS)                                                                            |                                                     |
| Thunder Bay | 15.12.1947 | 16.07.1972  | Fort William Transit Company/Port Arthur Public Utilities Commission/Thunder Bay Transit                                                    |                                                     |
| Toronto 1   | 18.06.1922 | 31.08.1925  | Toronto Transportation Commission (TTC)/Toronto Transit Commission (TTC)                                                                    |                                                     |
| Toronto 2   | 19.06.1947 | 16.07.1993  | Toronto Transit Commission (TTC) |                                                     |
| Vancouver   | 05.12.1945 | 14.12.1945  | British Columbia Electric Railway (BCER) | Versuchsbetrieb, seit 16. August 1948 neuer Betrieb |
| Victoria    | 19.11.1945 | 30.11.1945  | | Versuchsbetrieb                                     |
| Windsor     | 05.05.1922 | 11.1926     | Windsor Hydro |                                                     |
| Winnipeg    | 21.11.1938 | 30.10.1970  | Winnipeg Electric Company/Greater Winnipeg Transit Company/Greater Winnipeg Transit Commission/Metropolitan Corporation of Greater Winnipeg |                                                     |

Bestehende Betriebe: Liste der Oberleitungsbussysteme#Kanada

### Kasachstan
| Ort              | Eröffnung  | Einstellung | Betreibergesellschaft | Anmerkungen                     |
| ---------------- | ---------- | ----------- | --------------------- | ------------------------------- |
| Aqtöbe           | 11.08.1982 | 11.10.2013  |                       |                                 |
| Astana           | 13.01.1983 | 30.09.2008  |                       |                                 |
| Atyrau           | 04.09.1996 | 29.04.1999  |                       |                                 |
| Nowaja Buchtarma | 01.01.1975 | 1980        |                       |                                 |
| Petropawl        | 25.12.1971 | 01.06.2014  |                       |                                 |
| Qostanai         | 02.01.1990 | 2005        |                       | siehe Oberleitungsbus Qostanai  |
| Qaraghandy       | 30.05.1967 | 20.04.2010  |                       |                                 |
| Schymkent        | 11.01.1969 | 2005        |                       | siehe Oberleitungsbus Schymkent |
| Taras            | 10.04.1980 | Ende 2013   |                       |                                 |

Bestehende Betriebe: Liste der Oberleitungsbussysteme#Kasachstan

### Kirgisistan
| Ort      | Eröffnung  | Einstellung | Betreibergesellschaft | Anmerkungen                    |
| -------- | ---------- | ----------- | --------------------- | ------------------------------ |
| Bischkek | 13.01.1951 | 03.11.2024  |                       | siehe Oberleitungsbus Bischkek |
| Naryn    | 13.12.1994 | Mai 2024    |                       | siehe Oberleitungsbus Naryn    |

Bestehende Betriebe: Liste der Oberleitungsbussysteme#Kirgisistan

### Kolumbien
| Ort      | Eröffnung  | Einstellung | Betreibergesellschaft | Anmerkungen |
| -------- | ---------- | ----------- | --------------------- | ----------- |
| Bogotá   | 12.04.1948 | 15.08.1991  |                       |             |
| Medellín | 12.10.1929 | 1951        |                       |             |

Keine bestehenden Betriebe

### Kroatien
| Ort    | Eröffnung | Einstellung | Betreibergesellschaft | Anmerkungen |
| ------ | --------- | ----------- | --------------------- | ----------- |
| Rijeka | 08.1952   | 1971        |                       |             |
| Split  | 1944      | 1972        |                       |             |

Keine bestehenden Betriebe

### Kuba
| Ort     | Eröffnung  | Einstellung | Betreibergesellschaft | Anmerkungen     |
| ------- | ---------- | ----------- | --------------------- | --------------- |
| Havanna | 08.09.1949 | 1954        |                       | Versuchsbetrieb |

Keine bestehenden Betriebe

## M

### Malaysia
| Ort                 | Eröffnung | Einstellung | Betreibergesellschaft | Anmerkungen |
| ------------------- | --------- | ----------- | --------------------- | ----------- |
| George Town, Penang | 1924      | 31.07.1961  |                       |             |

Keine bestehenden Betriebe

### Marokko
| Ort        | Eröffnung | Einstellung | Betreibergesellschaft | Anmerkungen                                              |
| ---------- | --------- | ----------- | --------------------- | -------------------------------------------------------- |
| Casablanca | 1932      | 05.1972     |                       |                                                          |
| Tétouan    | 04.1950   | 11.1975     |                       | Überlandbetrieb Tétouan–Martil, teilweise Duobus-Betrieb |

Bestehende Betriebe: Liste der Oberleitungsbussysteme#Marokko

### Mexiko
| Ort          | Eröffnung | Einstellung | Betreibergesellschaft                             | Anmerkungen                                      |
| ------------ | --------- | ----------- | ------------------------------------------------- | ------------------------------------------------ |
| Mexiko-Stadt | 1948      | 1948        | Servicio de Transportes Eléctricos (STE) del D.F. | Versuchsbetrieb, seit 9. März 1951 neuer Betrieb |

Bestehende Betriebe: Liste der Oberleitungsbussysteme#Mexiko

### Moldawien
| Ort       | Eröffnung  | Einstellung | Betreibergesellschaft | Anmerkungen                     |
| --------- | ---------- | ----------- | --------------------- | ------------------------------- |
| Solonceni | 01.05.1992 | 03.01.1994  | Sowchos Solonceni     | siehe Oberleitungsbus Solonceni |

Bestehende Betriebe: Liste der Oberleitungsbussysteme#Moldawien

### Mongolei
| Ort         | Eröffnung  | Einstellung | Betreibergesellschaft | Anmerkungen                       |
| ----------- | ---------- | ----------- | --------------------- | --------------------------------- |
| Ulaanbaatar | 09.10.1987 | 31.12.2024  |                       | siehe Oberleitungsbus Ulaanbaatar |

Keine bestehenden Betriebe

### Myanmar
| Ort    | Eröffnung  | Einstellung | Betreibergesellschaft | Anmerkungen |
| ------ | ---------- | ----------- | --------------------- | ----------- |
| Rangun | 17.08.1936 | 1942        |                       |             |

Keine bestehenden Betriebe

## N

### Nepal
| Ort       | Eröffnung  | Einstellung | Betreibergesellschaft | Anmerkungen                     |
| --------- | ---------- | ----------- | --------------------- | ------------------------------- |
| Kathmandu | 28.12.1975 | 11.2008     |                       | siehe Oberleitungsbus Kathmandu |

Keine bestehenden Betriebe

### Neuseeland
| Ort           | Eröffnung  | Einstellung | Betreibergesellschaft  | Anmerkungen                      |
| ------------- | ---------- | ----------- | ---------------------- | -------------------------------- |
| Auckland      | 19.12.1938 | 26.12.1980  |                        |                                  |
| Christchurch  | 01.04.1931 | 08.11.1956  |                        |                                  |
| Dunedin       | 23.12.1950 | 31.03.1982  |                        |                                  |
| New Plymouth  | 30.10.1950 | 07.10.1967  |                        |                                  |
| Wellington I  | 29.09.1924 | 05.1932     |                        |                                  |
| Wellington II | 20.06.1949 | 31.10.2017  | Stagecoach New Zealand | siehe Oberleitungsbus Wellington |

### Niederlande
| Ort       | Eröffnung  | Einstellung | Betreibergesellschaft | Anmerkungen |
| --------- | ---------- | ----------- | --------------------- | ----------- |
| Groningen | 27.06.1927 | 09.11.1965  |                       |             |
| Nijmegen  | 09.07.1952 | 29.03.1969  |                       |             |

Bestehende Betriebe: Liste der Oberleitungsbussysteme#Niederlande

### Nordkorea
| Ort       | Eröffnung  | Einstellung | Betreibergesellschaft | Anmerkungen                                                             |
| --------- | ---------- | ----------- | --------------------- | ----------------------------------------------------------------------- |
| Kimch’aek | 17.05.1985 | ?           |                       | 2011 war kein Verkehr bemerkbar                                         |
| Namp’o    | 1982       | ?           |                       | 2009 war kein Verkehr bemerkbar; siehe Oberleitungsbus Namp’o           |
| Onsong    | 15.01.1996 | ?           |                       | Überlandbetrieb Onsong–Wangjaesan; seit 2004 war kein Verkehr bemerkbar |
| Tŏkch’ŏn  | 27.04.1990 | ?           |                       | 2016–2019 war kein Verkehr bemerkbar                                    |

Bestehende Betriebe: Liste der Oberleitungsbussysteme#Nordkorea

### Norwegen
| Ort       | Eröffnung  | Einstellung | Betreibergesellschaft                                          | Anmerkungen |
| --------- | ---------- | ----------- | -------------------------------------------------------------- | ----------- |
| Drammen   | 15.12.1909 | 10.06.1967  | Drammens Elektriske Bane, A/S Trikken, Drammen Kommunale Trikk |             |
| Oslo      | 15.12.1940 | 15.02.1968  | Oslo Sporveier                                                 |             |
| Stavanger | 26.10.1947 | 12.01.1963  | Stavanger Buss-Selskap                                         |             |

Bestehende Betriebe: Liste der Oberleitungsbussysteme#Norwegen

## O

### Österreich
| Ort                      | Eröffnung  | Einstellung | Betreibergesellschaft                               | Anmerkungen                                                             |
| ------------------------ | ---------- | ----------- | --------------------------------------------------- | ----------------------------------------------------------------------- |
| Gmünd                    | 16.07.1907 | 14.07.1916  | Stadt Gmünd / kaiserlich und königliche Post        | siehe Elektrische Oberleitungs-Automobillinie Gmünd                     |
| Graz                     | 01.10.1941 | 29.06.1967  | Holding Graz Linien (GVB)                           |                                                                         |
| Innsbruck 1              | 08.04.1944 | 29.02.1976  | Innsbrucker Verkehrsbetriebe (IVB)                  | siehe Oberleitungsbus Innsbruck                                         |
| Innsbruck 2              | 17.12.1988 | 25.02.2007  | Innsbrucker Verkehrsbetriebe (IVB)                  | siehe Oberleitungsbus Innsbruck                                         |
| Judenburg                | 10.12.1910 | 1914        | Stadt Judenburg                                     | siehe Gleislose Bahn Judenburg                                          |
| Kapfenberg               | 20.10.1944 | 25.03.2002  | Mürztaler Verkehrs Gesellschaft mbH (MVG)           | siehe Oberleitungsbus Kapfenberg                                        |
| Klagenfurt am Wörthersee | 01.08.1944 | 16.04.1963  | Stadtwerke Klagenfurt AG (STW)                      |                                                                         |
| Klosterneuburg           | 22.05.1908 | 12.1919     | Gemeinde Weidling                                   | siehe Elektrischer Oberleitungs-Automobil-Betrieb der Gemeinde Weidling |
| Leoben                   | 01.03.1949 | 13.07.1973  | Stadtwerke Leoben                                   | siehe Oberleitungsbus Leoben                                            |
| Sankt Lambrecht          | 16.11.1945 | 21.04.1951  | Dynamit Nobel AG                                    | siehe Oberleitungsbus Sankt Lambrecht                                   |
| Wien 1                   | 14.10.1908 | 30.10.1938  | Automobil-Stellwagen-Unternehmung der Gemeinde Wien | siehe Gleislose Bahn Pötzleinsdorf–Salmannsdorf                         |
| Wien 2                   | 11.07.1909 | 01.1920     | Gemeinde Kalksburg                                  | siehe Elektrische Oberleitungsbahn Liesing–Kalksburg                    |
| Wien 3                   | 09.09.1946 | 03.12.1958  | Wiener Stadtwerke – Verkehrsbetriebe (WVB)          | siehe Oberleitungsbus Wien                                              |

Bestehende Betriebe: Liste der Oberleitungsbussysteme#Österreich

## P

### Peru
| Ort  | Eröffnung | Einstellung | Betreibergesellschaft | Anmerkungen |
| ---- | --------- | ----------- | --------------------- | ----------- |
| Lima | 1928      | 1931        |                       |             |

Keine bestehenden Betriebe

### Philippinen
| Ort    | Eröffnung | Einstellung | Betreibergesellschaft | Anmerkungen                                 |
| ------ | --------- | ----------- | --------------------- | ------------------------------------------- |
| Manila | 1924      | 1955        |                       | Betriebsunterbrechung 1928 bis Februar 1929 |

Keine bestehenden Betriebe

### Polen
| Ort                 | Eröffnung  | Einstellung | Betreibergesellschaft                         | Anmerkungen                                                   |
| ------------------- | ---------- | ----------- | --------------------------------------------- | ------------------------------------------------------------- |
| Dębica              | 12.11.1988 | 10.1990     |                                               |                                                               |
| Gorzów Wielkopolski | 23.07.1943 | 30.01.1945  |                                               | siehe Oberleitungsbus Landsberg an der Warthe                 |
| Legnica 1           | 10.11.1943 | 01.1945     |                                               |                                                               |
| Legnica 2           | 15.09.1949 | 1953        |                                               |                                                               |
| Olsztyn             | 01.09.1939 | 31.07.1973  | bis 1945: Städtische Betriebswerke Allenstein |                                                               |
| Posen               | 12.02.1930 | 28.03.1970  |                                               |                                                               |
| Słupsk              | 22.07.1985 | 17.09.1999  |                                               |                                                               |
| Wałbrzych           | 27.10.1944 | 30.06.1973  | Waldenburger Kreisbahn                        | Eigentümer bis 1945: Elektrizitätswerk Schlesien AG (Breslau) |
| Warschau 1          | 01.06.1946 | 30.06.1973  |                                               |                                                               |
| Warschau 2          | 01.06.1983 | 31.08.1995  |                                               |                                                               |
| Breslau             | 16.03.1912 | 1914        | Gleislose Bahn Brockau GmbH                   | siehe Gleislose Lloyd-Bahn Brockau                            |

Bestehende Betriebe: Liste der Oberleitungsbussysteme#Polen

### Portugal
| Ort   | Eröffnung  | Einstellung | Betreibergesellschaft | Anmerkungen |
| ----- | ---------- | ----------- | --------------------- | ----------- |
| Braga | 28.05.1963 | 10.09.1979  |                       |             |
| Porto | 01.01.1959 | 27.12.1997  |                       |             |

Bestehende Betriebe: Liste der Oberleitungsbussysteme#Portugal

## R

### Rumänien
| Ort          | Eröffnung  | Einstellung | Betreibergesellschaft                   | Anmerkungen                            |
| ------------ | ---------- | ----------- | --------------------------------------- | -------------------------------------- |
| Brăila       | 23.08.1989 | 1999        | SC Braicar SA                           |                                        |
| Constanța    | 05.07.1959 | 03.12.2010  | Regia Autonomă de Transport Constanța   |                                        |
| Craiova      | 09.05.1943 | 10.1944     |                                         |                                        |
| Iași         | 01.05.1985 | 2005        | Regia Autonomă de Transport Public Iași |                                        |
| Satu Mare    | 15.11.1994 | 09.03.2005  | Transurban Satu Mare                    |                                        |
| Hermannstadt | 04.08.1904 | 18.10.1904  |                                         | Siehe auch Gleislose Bahn Hermannstadt |
| Hermannstadt | 17.08.1983 | 14.11.2009  | SC TurSib SA Sibiu                      |                                        |
| Piatra Neamț | 22.12.1995 | 20.09.2019  | SC Troleibuzul                          |                                        |
| Slatina      | 30.05.1996 | 01.01.2006  | Loctrans Slatina                        |                                        |
| Suceava      | 15.08.1987 | 03.04.2006  | TPL Suceava                             |                                        |
| Târgoviște   | 04.01.1995 | 01.09.2005  | AITT Târgoviște                         |                                        |

Bestehende Betriebe: Liste der Oberleitungsbussysteme#Rumänien

### Russland
| Ort                | Eröffnung  | Einstellung | Betreibergesellschaft                                                                                              | Anmerkungen                                                            |
| ------------------ | ---------- | ----------- | --- | ---------------------------------------------------------------------- |
| Archangelsk        | 14.10.1974 | 10.04.2008  | RegionAwtoTrans-Archangelsk (РегионАвтоТранс-Архангельск)                                                          | bereits von September 2006 bis Dezember 2007 vorübergehend eingestellt |
| Astrachan          | 05.11.1967 | 30.10.2017  | Astrachanelektropassaschirtrans (Астраханьэлектропассажиртранс)                                                    |                                                                        |
| Belgorod           | 03.12.1967 | 30.06.2022  | Belgorodskoje Trollejbusnoje Uprawlenije (Белгородское троллейбусное управление)                                   |                                                                        |
| Blagoweschtschensk | 22.08.1979 | 08.07.2016  | Blagoweschtschenskoje Trolleibusnoje Uprawlenije (Благовещенское Троллейбусное управление)                         |                                                                        |
| Grosny             | 31.12.1975 | 12.1994     | | Im Ersten Tschetschenienkrieg zerstört                                 |
| Kaliningrad        | 15.10.1943 | 27.01.1945  | Stadtwerke Königsberg                                                                                              | Im Zweiten Weltkrieg zerstört, seit 5. November 1975 neuer Betrieb     |
| Kamensk-Uralski    | 01.11.1956 | 03.03.2015  | Gorelektrotransport Kamensk-Uralski (Горэлектротранспорт Каменск-Уральский)                                        |                                                                        |
| Katschkanar        | 11.10.1972 | 12.1985     | |                                                                        |
| Kostroma           | 10.01.1974 | 30.06.2023  | Kostromskoje Munizipalnoje Trollejbusnoje Uprawlenije (Костромское муниципальное троллейбусное управление)         |                                                                        |
| Kurgan             | 24.11.1965 | 29.04.2015  | Regionawtotrans Kurgan (Регионавтотранс Курган)                                                                    |                                                                        |
| Lipezk             | 01.02.1972 | 14.08.2017  | Lipezkoje Predprijatije Gorelektrotransporta (Липецкое предприятие горэлектротранспорта)                           |                                                                        |
| Moskau             | 15.11.1933 | 25.08.2020  | Mosgortrans (Мосгортранс)                                                                                          |                                                                        |
| Perm               | 05.11.1960 | 01.07.2019  | Permgorelektrotrans (Пермгорэлектротранс)                                                                          |                                                                        |
| Schachty           | 30.09.1975 | 10.2007     | Awtoelektrotrans Schachty (Автоэлектротранс Шахты)                                                                 |                                                                        |
| Sysran             | 01.09.2002 | 01.11.2009  | Sysranskoje Passaschirskoje Awtotransportnoje Predprijatije (Сызранское пассажирское автотранспортное предприятие) |                                                                        |
| Taganrog           | 25.12.1977 | 05.05.2022  | Tramwajno-Trollejbusnoje Uprawlenije – Taganrog (Трамвайно-троллейбусное управление – Таганрог)                    |                                                                        |
| Tjumen             | 12.06.1970 | 05.10.2009  | Tjumengortrans (Тюменьгортранс)                                                                                    |                                                                        |
| Tschernjachowsk    | 27.11.1936 | 01.1945     | Stadtwerke Insterburg                                                                                              | Im Zweiten Weltkrieg zerstört                                          |
| Twer               | 05.05.1967 | 13.04.2020  | Twerskoje Tramwaino-Trolleibusnoje Uprawlenije (Тверское Трамвайно-троллейбусное управление)                       |                                                                        |
| Wladikawkas        | 01.02.1977 | 09.08.2010  | Wladikawkasskoje Tramwaino-Trolleibusnoje Uprawlenije (Владикавказское трамвайно-троллейбусное управление)         |                                                                        |

Bestehende Betriebe: Liste der Oberleitungsbussysteme#Russland

## S

### Schweden
| Ort       | Eröffnung  | Einstellung | Betreibergesellschaft                                      | Anmerkungen |
| --------- | ---------- | ----------- | ---------------------------------------------------------- | --- |
| Göteborg  | 02.10.1940 | 14.11.1964  |                                                            | |
| Linköping | 1989       | 1989        |                                                            | Versuchsbetrieb                                                                                                |
| Stockholm | 20.01.1941 | 30.08.1964  | AB Stockholms Spårvägar Transport AB Stockholm–Kvarnholmen | 1941 bis 1959 auch Überlandbetrieb Stockholm–Kvarnholmen (Gemeinde Nacka) siehe auch Oberleitungsbus Stockholm |
| Västerås  | 11.11.1938 | 1948        |                                                            | |

Bestehende Betriebe: Liste der Oberleitungsbussysteme#Schweden

### Schweiz
| Ort                | Eröffnung  | Einstellung | Betreibergesellschaft                                    | Anmerkungen                         |
| ------------------ | ---------- | ----------- | -------------------------------------------------------- | ----------------------------------- |
| Altstätten–Berneck | 08.09.1940 | 21.05.1977  | Rheintalische Verkehrsbetriebe (RhV)                     | siehe Trolleybus Altstätten–Berneck |
| Basel              | 31.07.1941 | 30.06.2008  | Basler Verkehrs-Betriebe (BVB)                           | siehe Trolleybus Basel              |
| Freiburg–Farvagny  | 04.01.1912 | 21.05.1932  | Compagnie des omnibus électriques Fribourg–Farvagny (FF) | siehe Trolleybus Freiburg–Farvagny  |
| Val de Ruz         | 01.09.1948 | 14.04.1984  | Compagnie des Transports du Val-de-Ruz (VR)              | siehe Trolleybus Val de Ruz         |
| La Chaux-de-Fonds  | 23.12.1949 | 20.05.2014  | Transports Publics Neuchâtelois (TRN)                    | siehe Trolleybus La Chaux-de-Fonds  |
| Lugano             | 25.04.1954 | 30.06.2001  | Trasporti Pubblici Luganesi (TPL)                        | siehe Trolleybus Lugano             |
| Thun–Beatenbucht   | 19.08.1952 | 13.03.1982  | Steffisburg–Thun–Interlaken (STI)                        | siehe Trolleybus Thun–Beatenbucht   |

Bestehende Betriebe: Liste der Oberleitungsbussysteme#Schweiz

### Singapur
| Ort      | Eröffnung  | Einstellung | Betreibergesellschaft | Anmerkungen |
| -------- | ---------- | ----------- | --------------------- | ----------- |
| Singapur | 04.08.1926 | 16.12.1962  |                       |             |

Keine bestehenden Betriebe

### Slowakei
| Ort        | Eröffnung  | Einstellung | Betreibergesellschaft        | Anmerkungen |
| ---------- | ---------- | ----------- | ---------------------------- | --- |
| Bratislava | 19.07.1909 | 1915        |                              | siehe Gleislose Bahn Preßburg–Eisenbrünnl, seit 31. Juli 1941 neuer Betrieb – siehe Oberleitungsbus Bratislava |
| Košice     | 27.09.1993 | 30.01.2015  | Dopravný podnik mesta Košice | |
| Poprad     | 02.08.1904 | 08.1906     |                              | siehe Gleislose Bahn Poprád–Ótátrafüred                                                                        |

Bestehende Betriebe: Liste der Oberleitungsbussysteme#Slowakei

### Slowenien
| Ort       | Eröffnung  | Einstellung | Betreibergesellschaft | Anmerkungen                           |
| --------- | ---------- | ----------- | --------------------- | ------------------------------------- |
| Ljubljana | 1952       | 04.09.1971  |                       |                                       |
| Piran     | 24.10.1909 | 19.07.1912  |                       | siehe Gleislose Bahn Pirano–Portorose |

Keine bestehenden Betriebe

### Spanien
| Ort                   | Eröffnung  | Einstellung | Betreibergesellschaft | Anmerkungen                                                            |
| --------------------- | ---------- | ----------- | --------------------- | ---------------------------------------------------------------------- |
| A Coruña              | 26.07.1948 | 04.01.1979  |                       | von März 1950 bis 15. März 1971 auch Überlandbetrieb A Coruña–Carballo |
| Barcelona             | 07.10.1941 | 07.10.1968  |                       |                                                                        |
| Bilbao                | 20.06.1940 | 28.10.1978  |                       | Überlandbetrieb Bilbao–Algorta                                         |
| Cádiz                 | 1951       | 1975        |                       |                                                                        |
| Castellón de la Plana | 1962       | 1969        |                       | Seit 25. Juni 2008 neuer Betrieb                                       |
| Madrid                | 08.04.1950 | 30.04.1966  |                       |                                                                        |
| Pontevedra            | 15.12.1943 | 31.08.1989  |                       |                                                                        |
| San Sebastián 1       | 06.06.1947 | 11.07.1968  |                       | Überlandbetrieb San Sebastián–Tolosa mit Personen- und Güterverkehr    |
| San Sebastián 2       | 17.07.1948 | 24.12.1973  |                       |                                                                        |
| Santander             | 1951       | 25.02.1975  |                       | Überlandbetrieb Santander–Astillero                                    |
| Saragossa             | 1950       | 09.10.1975  |                       |                                                                        |
| Tarragona             | 02.10.1952 | 22.01.1973  |                       | Überlandbetrieb Tarragona–Reus                                         |
| Valencia              | 18.07.1951 | 21.05.1976  |                       |                                                                        |

Bestehende Betriebe: Liste der Oberleitungsbussysteme#Spanien

### Sri Lanka
| Ort     | Eröffnung  | Einstellung | Betreibergesellschaft | Anmerkungen |
| ------- | ---------- | ----------- | --------------------- | ----------- |
| Colombo | 22.07.1953 | 01.12.1964  |                       |             |

Keine bestehenden Betriebe

### Südafrika
| Ort            | Eröffnung  | Einstellung | Betreibergesellschaft        | Artikel                      | Anmerkungen     |
| -------------- | ---------- | ----------- | ---------------------------- | ---------------------------- | --------------- |
| Bloemfontein   | 16.12.1915 | 10.1937     |                              | Oberleitungsbus Bloemfontein |                 |
| Boksburg       | 25.03.1914 | 10.10.1925  |                              |                              |                 |
| Kapstadt 1     | 1930       | 1930        |                              |                              | Versuchsbetrieb |
| Kapstadt 2     | 21.12.1935 | 28.02.1964  |                              |                              |                 |
| Durban         | 24.02.1935 | 11.04.1964  | Durban Corporation Transport | Oberleitungsbus Durban       |                 |
| Germiston      | 19.08.1914 | 1918        |                              |                              |                 |
| Johannesburg 1 | 1930       | 1930        |                              |                              | Versuchsbetrieb |
| Johannesburg 2 | 26.08.1936 | 28.11.1986  |                              | Oberleitungsbus Johannisburg |                 |
| Pretoria       | 01.07.1938 | 22.02.1972  |                              | Oberleitungsbus Pretoria     |                 |

Keine bestehenden Betriebe

## T

### Tadschikistan
| Ort        | Eröffnung  | Einstellung    | Betreibergesellschaft | Anmerkungen                                       |
| ---------- | ---------- | -------------- | --------------------- | ------------------------------------------------- |
| Chudschand | 03.11.1970 | September 2010 |                       | kein Betrieb vom 15. Mai 2008 bis 17. August 2009 |

Bestehende Betriebe: Liste der Oberleitungsbussysteme#Tadschikistan

### Trinidad und Tobago
| Ort           | Eröffnung  | Einstellung | Betreibergesellschaft | Anmerkungen |
| ------------- | ---------- | ----------- | --------------------- | ----------- |
| Port of Spain | 01.10.1941 | 31.12.1956  |                       |             |

Keine bestehenden Betriebe

### Tschechien
| Ort                  | Eröffnung  | Einstellung | Betreibergesellschaft                | Anmerkungen                                                     |
| -------------------- | ---------- | ----------- | ------------------------------------ | --------------------------------------------------------------- |
| České Budějovice 1   | 27.10.1909 | 01.08.1914  |                                      | siehe Gleislose Bahn Budweis                                    |
| České Budějovice 2   | 28.10.1948 | 24.09.1971  |                                      | seit 1. Mai 1991 neuer Betrieb                                  |
| České Velenice       | 16.07.1907 | 14.07.1916  |                                      | siehe Elektrische Oberleitungs-Automobillinie Gmünd             |
| Děčín                | 06.01.1950 | 14.12.1973  |                                      |                                                                 |
| Most                 | 06.12.1946 | 31.01.1959  |                                      | Überlandbetrieb Most–Litvínov (Oberleutensdorf)                 |
| Dolní Žďár– Jáchymov | 1963       | 28.07.2004  | Škoda                                | 6,1 Kilometer lange Werksteststrecke, kein Personenverkehr      |
| Prag                 | 28.08.1936 | 16.10.1972  | Dopravní podnik hlavního města Prahy | seit 15. Oktober 2017 neuer Betrieb, siehe Oberleitungsbus Prag |

Bestehende Betriebe: Liste der Oberleitungsbussysteme#Tschechien

### Tunesien
| Ort   | Eröffnung | Einstellung | Betreibergesellschaft | Anmerkungen |
| ----- | --------- | ----------- | --------------------- | ----------- |
| Tunis | 10.1954   | 1970        |                       |             |

Keine bestehenden Betriebe

### Türkei
| Ort      | Eröffnung  | Einstellung | Betreibergesellschaft | Anmerkungen                      |
| -------- | ---------- | ----------- | --------------------- | -------------------------------- |
| Ankara   | 1947       | 1981        |                       |                                  |
| Istanbul | 27.05.1961 | 16.07.1984  |                       | Obusbetrieb im europäischen Teil |
| Izmir    | 07.1954    | 09.1992     |                       |                                  |

Bestehende Betriebe: Liste der Oberleitungsbussysteme#Türkei

### Turkmenistan
| Ort     | Eröffnung  | Einstellung | Betreibergesellschaft | Anmerkungen                   |
| ------- | ---------- | ----------- | --------------------- | ----------------------------- |
| Aşgabat | 19.10.1964 | 31.12.2011  |                       | siehe Oberleitungsbus Aşgabat |

Keine bestehenden Betriebe

## U

### Ukraine
| Ort                        | Eröffnung  | Einstellung | Betreibergesellschaft | Anmerkungen                                       |
| -------------------------- | ---------- | ----------- | --------------------- | ------------------------------------------------- |
| Dobropillja                | 23.08.1968 | 14.03.2011  |                       | kein Betrieb von Januar 2008 bis April 2009       |
| Dserschynsk (heute Torezk) | 26.04.1985 | 14.05.2007  |                       |                                                   |
| Stachanow/Kadijiwka        | 01.03.1970 | 31.08.2011  |                       | kein Betrieb von September 2008 bis 14. Juli 2010 |
| Wuhlehirsk                 | 08.07.1982 | 12.08.2014  | TTU Jenakiewe         | siehe Oberleitungsbus Wuhlehirsk                  |

Bestehende Betriebe: Liste der Oberleitungsbussysteme#Ukraine

### Ungarn
| Ort      | Eröffnung  | Einstellung | Betreibergesellschaft | Anmerkungen                          |
| -------- | ---------- | ----------- | --------------------- | ------------------------------------ |
| Budapest | 16.12.1933 | 21.09.1944  |                       | Seit 21. Dezember 1949 neuer Betrieb |

Bestehende Betriebe: Liste der Oberleitungsbussysteme#Ungarn

### Uruguay
| Ort        | Eröffnung  | Einstellung | Betreibergesellschaft | Anmerkungen |
| ---------- | ---------- | ----------- | --------------------- | ----------- |
| Montevideo | 28.03.1951 | 26.01.1992  | COOPTROL              |             |

Keine bestehenden Betriebe

### Usbekistan
| Ort       | Eröffnung  | Einstellung | Betreibergesellschaft | Anmerkungen                                                                |
| --------- | ---------- | ----------- | --------------------- | -------------------------------------------------------------------------- |
| Andijon   | 29.04.1970 | 06.2002     |                       |                                                                            |
| Buxoro    | 01.12.1987 | 2008        |                       | 1998 bis 2008 auch Überlandbetrieb Buxoro–Kogon                            |
| Fargʻona  | 23.02.1971 | 07.2003     |                       | vom 5. Juli 1979 bis September 1999 auch Überlandbetrieb Fargʻona–Margilan |
| Jizzax    | 26.08.1997 | 03.01.2010  |                       |                                                                            |
| Namangan  | 04.04.1973 | 03.01.2010  |                       | seit ca. 2001 nur noch Überlandbetrieb nach Turakurgan                     |
| Nukus     | 14.12.1991 | 2008        |                       |                                                                            |
| Olmaliq   | 20.12.1967 | 02.2009     |                       |                                                                            |
| Samarqand | 20.12.1957 | 01.2005     |                       |                                                                            |
| Taschkent | 07.11.1947 | 30.04.2010  |                       |                                                                            |

Bestehende Betriebe: Liste der Oberleitungsbussysteme#Usbekistan

## V

### Venezuela
| Ort          | Eröffnung  | Einstellung | Betreibergesellschaft          | Anmerkungen                  |
| ------------ | ---------- | ----------- | ------------------------------ | ---------------------------- |
| Barquisimeto | 23.11.2012 | 01.2013     | Transbarca                     | nur Probebetrieb             |
| Caracas      | 07.1937    | 1945        | Tranvías Eléctricos de Caracas |                              |
| Mérida       | 26.11.2006 | 06.2016     | Trolmerca                      | siehe Oberleitungsbus Mérida |

### Vereinigte Staaten
| Ort             | Eröffnung  | Einstellung | Betreibergesellschaft | Anmerkungen                                                                           |
| --------------- | ---------- | ----------- | --- | ------------------------------------------------------------------------------------- |
| Akron           | 12.11.1941 | 06.06.1959  | Akron Transportation Company (ATC)                                                                                          |                                                                                       |
| Atlanta         | 28.06.1937 | 27.09.1963  | Georgia Power Company/Atlanta Transit                                                                                       |                                                                                       |
| Baltimore 1     | 01.11.1922 | 31.08.1931  | United Railways & Electric Company                                                                                          | Überlandbetrieb nach Randallstown                                                     |
| Baltimore 2     | 06.03.1938 | 21.06.1959  | Baltimore Transit Company (BTCo)/National City Lines                                                                        |                                                                                       |
| Birmingham      | 30.04.1947 | 22.11.1958  | Birmingham Electric Company/Birmingham Transit                                                                              |                                                                                       |
| Boston 1        | 1887       | 1887        | | Versuchsbetrieb                                                                       |
| Boston 2        | 1901       | 1901        | | Versuchsbetrieb                                                                       |
| Boston 3        | 17.09.1933 | 31.03.1963  | |                                                                                       |
| Boston 4        | 17.12.2004 | 30.06.2023  | Massachusetts Bay Transportation Authority (MBTA)                                                                           |                                                                                       |
| Buffalo         | 30.12.1949 | 01.1950     | Buffalo NY | Versuchsbetrieb                                                                       |
| Cambridge       | 11.04.1936 | 12.03.2022  | Massachusetts Bay Transportation Authority (MBTA)                                                                           | siehe Oberleitungsbus Cambridge                                                       |
| Camden          | 01.09.1935 | 01.06.1947  | |                                                                                       |
| Chicago         | 17.04.1930 | 25.03.1973  | Chicago Surface Lines (CSL)/Chicago Transit Authority (CTA)                                                                 |                                                                                       |
| Cincinnati      | 01.12.1936 | 18.06.1965  | Cincinnati Street Railway (CSR)                                                                                             |                                                                                       |
| Cleveland       | 01.03.1936 | 14.06.1963  | Cleveland Railway Company (CRC)/Cleveland Transit System                                                                    |                                                                                       |
| Cohoes          | 02.11.1924 | 12.12.1937  | Capital District Transportation Company, Albany NY                                                                          |                                                                                       |
| Columbus        | 03.12.1933 | 30.05.1965  | Columbus Railway Power and Light (CRP&L)/Columbus and Southern Ohio Electric (C&SOEC)/Columbus Transit Company (CTC)        |                                                                                       |
| Covington       | 11.07.1937 | 17.03.1958  | Cincinnati Newport and Covington (CN&C)                                                                                     |                                                                                       |
| Dallas          | 25.11.1945 | 28.07.1966  | Dallas Railway and Terminal Company (DR & T)/Dallas Transit Company (DTC)                                                   |                                                                                       |
| Denver          | 02.06.1940 | 10.06.1955  | Denver Tramways Corporation (DTC)                                                                                           |                                                                                       |
| Des Moines      | 09.10.1938 | 24.01.1964  | Des Moines Railway (DMR)/Des Moines Transit Company (DMTC)                                                                  |                                                                                       |
| Detroit 1       | 1921       | 1921        | Detroit United Railway (DUR)                                                                                                | Versuchsbetrieb                                                                       |
| Detroit 2       | 1924       | 1924        | Detroit Department of Street Railways (DSR)                                                                                 | Versuchsbetrieb                                                                       |
| Detroit 3       | 14.06.1930 | 11.08.1937  | Detroit Department of Street Railways (DSR)                                                                                 |                                                                                       |
| Detroit 4       | 15.11.1949 | 16.11.1962  | Detroit Department of Street Railways (DSR)                                                                                 |                                                                                       |
| Duluth          | 05.10.1931 | 15.05.1957  | Duluth-Superior Transit Company (DST)                                                                                       |                                                                                       |
| Fairhaven       | 16.10.1915 | 01.12.1915  | |                                                                                       |
| Fitchburg       | 10.05.1932 | 30.06.1946  | Fitchburg and Leominster Street Railway Company (F&L)                                                                       | Einschließlich Überlandbetrieb Fitchburg–Leominster                                   |
| Flint 1         | 1936       | 1936        | Flint Trolley Coach | Versuchsbetrieb                                                                       |
| Flint 2         | 01.03.1937 | 26.03.1956  | |                                                                                       |
| Fort Wayne      | 07.07.1940 | 12.06.1960  | Indiana Service Corporation (ISC)/Fort Wayne Transit (FWT)                                                                  |                                                                                       |
| Greensboro      | 15.07.1934 | 05.06.1956  | Greensboro Southern Public Utilities Company/Duke Power                                                                     |                                                                                       |
| Greenville      | 19.08.1934 | 20.02.1956  | Greensboro Southern Public Utilities Company/Duke Power                                                                     |                                                                                       |
| Honolulu 1      | 1936       | 1936        | Honolulu Rapid Transit Company (HRT)                                                                                        | Versuchsbetrieb                                                                       |
| Honolulu 2      | 01.01.1938 | 22.06.1957  | |                                                                                       |
| Indianapolis    | 04.12.1932 | 10.05.1957  | Indianapolis Railways (IR)/Indianapolis Transit System (ITS)                                                                |                                                                                       |
| Johnstown       | 20.11.1951 | 11.11.1967  | Johnstown Traction Company (JTC)                                                                                            |                                                                                       |
| Kansas City 1   | 19.05.1938 | 04.01.1959  | Kansas City Public Service Company (KCPS)                                                                                   |                                                                                       |
| Kansas City 2   | 04.10.1950 | 14.07.1951  | Kansas City Public Service Company (KCPS)                                                                                   | Obusbetrieb Kansas City (Missouri)–Kansas City (Kansas), 1951 bei Hochwasser zerstört |
| Kenosha         | 15.02.1932 | 03.1952     | Wisconsin Gas and Electric Company                                                                                          |                                                                                       |
| Knoxville       | 28.04.1930 | 01.07.1945  | Knoxville Transit Lines |                                                                                       |
| Little Rock     | 26.12.1947 | 01.03.1956  | Capital Transportation Company (CTC)                                                                                        |                                                                                       |
| Los Angeles 1   | 11.09.1910 | 1915        | Los Angeles Railway Company (LARy)/Los Angeles Transit Lines (LATL)                                                         | Versuchsbetrieb                                                                       |
| Los Angeles 2   | 1922       | 1922        | | Versuchsbetrieb                                                                       |
| Los Angeles 3   | 1937       | 1937        | |                                                                                       |
| Los Angeles 4   | 03.08.1947 | 30.03.1963  | |                                                                                       |
| Louisville      | 27.12.1936 | 07.05.1951  | Louisville Railways Company (LRC)                                                                                           |                                                                                       |
| Memphis         | 08.11.1931 | 22.04.1960  | Memphis Street Railway/Memphis Transit Authority                                                                            |                                                                                       |
| Merrill         | 01.1913    | 12.1913     | Merrill Railway and Lighting Company                                                                                        |                                                                                       |
| Milwaukee       | 08.11.1936 | 20.06.1965  | The Milwaukee Electric Railway and Light Company (TMER & L)/The Milwaukee Electric Railway and Transport Company (TMER & T) |                                                                                       |
| Minneapolis     | 05.05.1922 | 22.05.1923  | Twin City Rapid Transit |                                                                                       |
| Nantasket Beach | 1887       | 1887        | | Versuchsbetrieb                                                                       |
| New Bedford     | 1914       | 1914        | | Versuchsbetrieb                                                                       |
| New Haven       | 1903       | 1903        | | Versuchsbetrieb                                                                       |
| New Orleans     | 02.12.1929 | 26.03.1967  | New Orleans Public Service Incorporated (NOPSI)                                                                             |                                                                                       |
| New York 1      | 08.10.1921 | 16.10.1927  | City of New York | Obusbetrieb in Staten Island                                                          |
| New York 2      | 1923       | 1923        | New York City Transit Authority (NYCTA)                                                                                     | Versuchsbetrieb                                                                       |
| New York 3      | 23.07.1930 | 26.07.1960  | Brooklyn and Queens Transit Corporation (BQT)/Brooklyn Manhattan Transit (BMT)                                              | Obusbetrieb in Brooklyn                                                               |
| Newark          | 15.09.1935 | 10.11.1948  | Public Service Coordinated Transport Company (PSCT)/Public Service New Jersey (PSNJ)                                        |                                                                                       |
| Norfolk 1       | 1921       | 1921        | Virginia Railway and Power                                                                                                  | Versuchsbetrieb                                                                       |
| Norfolk 2       | 1923       | 1923        | Virginia Railway and Power                                                                                                  | Versuchsbetrieb                                                                       |
| Peoria          | 13.11.1931 | 03.10.1946  | Illinois Power and Light Corporation/Peoria Transportation Company                                                          |                                                                                       |
| Petersburg      | 19.06.1923 | 31.12.1926  | Virginia Railway and Power                                                                                                  |                                                                                       |
| Philadelphia    | 1921       | 1921        | Philadelphia Rapid Transit Company (PRT)                                                                                    | Versuchsbetrieb, seit 14. Oktober 1923 neuer Betrieb                                  |
| Pittsburgh 1    | 28.09.1936 | 11.10.1936  | Pittsburgh Railways Company                                                                                                 | Versuchsbetrieb                                                                       |
| Pittsburgh 2    | 1949       | 1949        | Pittsburgh Railways Company                                                                                                 | Versuchsbetrieb                                                                       |
| Portland        | 30.08.1936 | 23.10.1958  | Portland Traction Company (PTC)/Rose City Transit Company                                                                   |                                                                                       |
| Portsmouth      | 1923       | 1923        | Virginia Railway and Power                                                                                                  | Versuchsbetrieb                                                                       |
| Providence      | 26.12.1931 | 24.06.1955  | United Electric Railways (UER)/United Transit Company (UTC)                                                                 | Einschließlich Überlandbetrieb Providence-Pawtucket                                   |
| Richmond        | 1921       | 1921        | Virginia Railway and Power                                                                                                  | Versuchsbetrieb                                                                       |
| Rochester       | 01.11.1923 | 22.03.1932  | |                                                                                       |
| Rockford        | 10.12.1930 | 06.06.1947  | Rockford Electric Company/The Central Illinois Electric and Gas Company                                                     |                                                                                       |
| Saint Joseph    | 01.08.1932 | 22.11.1966  | St. Joseph Railway, Light, Heat and Power Company                                                                           |                                                                                       |
| Salt Lake City  | 09.09.1928 | 09.1946     | Utah Light and Traction Company (UL&T)/Salt Lake City Lines                                                                 |                                                                                       |
| Scranton        | 1903       | 1904        | | Versuchsbetrieb                                                                       |
| Seattle         | 27.02.1937 | 09.03.1937  | | Versuchsbetrieb, seit 28. April 1940 neuer Betrieb                                    |
| Shreveport      | 15.12.1931 | 26.05.1965  | Shreveport Railways Company/Shreveport Transit Company                                                                      |                                                                                       |
| Toledo          | 01.02.1935 | 28.05.1952  | Toledo Community Traction Company (CTC)                                                                                     |                                                                                       |
| Topeka          | 27.03.1932 | 30.06.1940  | Kansas Power and Light (KP&L)                                                                                               |                                                                                       |
| Weehawken       | 1934       | 1934        | | Versuchsbetrieb                                                                       |
| Wilkes-Barre    | 15.12.1939 | 29.08.1947  | Wilkes-Barre Railway Corporation/Wilkes-Barre Trackless Trolley Company (WBTT)/American Transportation Enterprises (ATE)    |                                                                                       |
| Wilmington      | 24.09.1939 | 06.12.1957  | Delaware Electric |                                                                                       |
| Youngstown      | 11.11.1936 | 10.06.1959  | Youngstown Municipal Railway (YMR)/Youngstown Transit Company (YTC)                                                         |                                                                                       |

Bestehende Betriebe: Liste der Oberleitungsbussysteme#Vereinigte Staaten

### Vietnam
| Ort   | Eröffnung  | Einstellung | Betreibergesellschaft | Anmerkungen |
| ----- | ---------- | ----------- | --------------------- | ----------- |
| Hanoi | 02.09.1986 | 15.07.1993  |                       |             |

Keine bestehenden Betriebe